# Anton Maria Wittekind
Anton Maria Wittekind (* 1. August 1806 in Frankfurt am Main; † 6. Februar 1858 ebenda) war ein Kaufmann und Politiker der Freien Stadt Frankfurt.

## Leben
Wittekind lebte als Kaufmann in Frankfurt am Main. Seine Firma Wittekind & Comp, war ein Stoff- und Wollhandel. Von 1856 bis 1857 war er Mitglied der Frankfurter Handelskammer.
Um 1850 erbaute er die Wollspinnerei und Strumpffabrik, Anton Maria Wittekind und Adolph Klotz in Oberursel. Mit der Wasserkraft des Urselbaches wurden dort zwei Spinnmaschinen mit 240 Spulen betrieben. Der Betrieb beschäftigte 25 Arbeiter in der Fabrik und etwa 300 bis 400  Heimarbeiter als Strumpfweber.
Er war Konsul der Stadt Frankfurt am Main in Amsterdam und danach von 1854 bis 1858 Mitglied der Ständigen Bürgerrepräsentation der Freien Stadt Frankfurt. 